# Stazione di Ponte a Tressa
Stazione di Ponte a Tressa vasútállomás Olaszországban, Monteroni d’Arbia településen.

## Vasútvonalak
Az állomást az alábbi vasútvonalak érintik:
- Siena-Grosseto-vasútvonal

## Kapcsolódó állomások
A vasútállomáshoz az alábbi állomások vannak a legközelebb:
- Isola d'Arbia railway halt
- Cuna railway halt